# Голочевац
Голочевац или Голочевци (на сръбски: Голочевац или Goločevac) е село в община Търговище, Пчински окръг, Сърбия.

## История
В края на ΧΙΧ век Голочевац е село в Прешевска кааза на Османската империя. Според статистиката на Васил Кънчов („Македония. Етнография и статистика“) от 1900 година Голочевци е населявано от 235 жители българи християни. Според патриаршеския митрополит Фирмилиан в 1902 година в Голочевце има 40 сръбски патриаршистки къщи. По данни на секретаря на Българската екзархия Димитър Мишев („La Macédoine et sa Population Chrétienne“) в 1905 година в Голочевци (Golotchevtzi) има 320 българи патриаршисти гъркомани.
В 2002 година в селото живеят 63 сърби.

## Население
- 1948- 473
- 1953- 469
- 1961- 427
- 1971- 377
- 1981- 193
- 1991- 113
- 2002- 63